# Abtei (Marienfeld)
Die Abtei (Prälatur) im Harsewinkeler Ortsteil Marienfeld wurde 1699–1702 als Residenz für den Abt des dortigen Zisterzienserklosters errichtet. Nach Aufhebung des Klosters gelangte das Gebäude in Privatbesitz und wird heute als Tagungszentrum und Saalgaststätte genutzt. Seit 1985 steht das Gebäude unter Denkmalschutz.

## Architektur

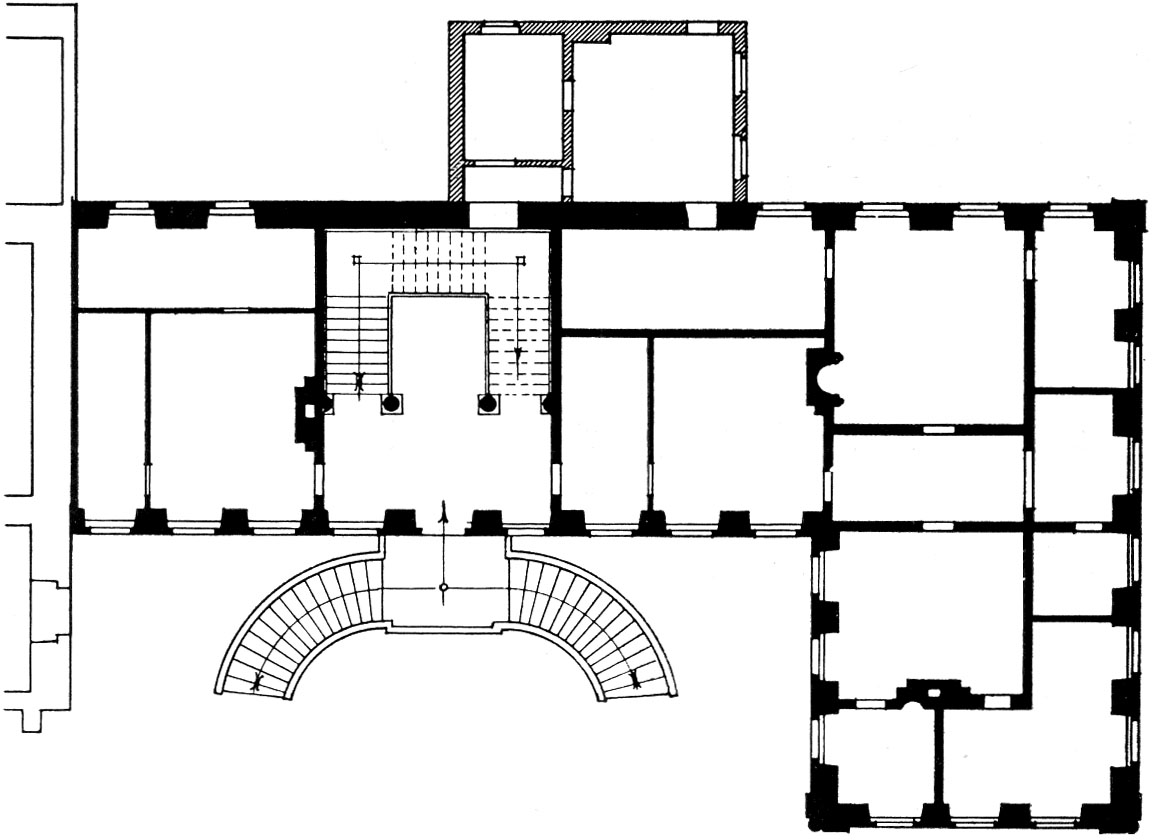
Grundriss des Erdgeschosses, Ursprungszustand

Über dem Kellergeschoss hat das Gebäude zwei weitere Geschosse, die sich in West-Ost-Richtung an die Kirche anschließen. Im Westen ist ein Flügel angebaut, der nach Norden geht. Die Fassade wird durch Fenster gegliedert, dessen verkröpften Gewände und Giebel aus gelbem Sandstein des Teutoburger Waldes gestaltet sind und sich von dem roten Ziegelsteinmauerwerk abheben. Das mit Pilastern eingefasste Portal liegt in der Mitte des Haupthauses und ist durch eine Flügeltreppe zu erreichen. Über der Tür zeigt sich das Wappen des Abtes Cuelmann. Über dem Portal steht die Statue der Muttergottes. Im Norden des Westflügels steht analog in einer Nische eine Statue des Heiligen Malachias.
Im Vorhof der Abtei befindet sich eine barock ummantelte Pumpe. Das zugehörige Brunnenhäuschen wurde zunächst als Feldkapelle und wird heute als Ehrenmal vor den Toren des Klosters genutzt. Das alte Tor des Vorhofes wurde 1823 dem Warendorfer Bürgermeister Schnösenberg geschenkt. Er ließ es in Warendorf am Münstertor aufbauen. Gitter und Torflügel wurden bereits vorher nach Düsseldorf verbracht.

## Geschichte

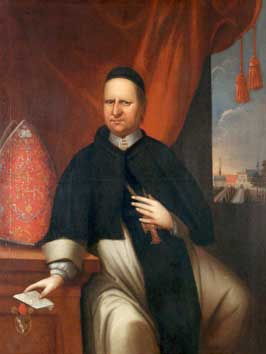
Bernardus Cuelmann, Abt von Marienfeld, ließ die Abtei errichten

Abt Bernardus Cuelmann ließ Ende des 17. Jahrhunderts die baufälligen Klostergebäude niederreißen, darunter auch die alte Abtei. Den Neubau plante er westlich der Klosterkirche, wo vormals das Richthaus stand. Die Bauzeichnung, nach heutigen Erkenntnissen von Peter Pictorius dem Jüngeren gefertigt, sah ein dreistöckiges Gebäude von 125 Fuß Länge und 38 Fuß Breite vor.
Baubeginn war 1699. Gleich zu Beginn beschloss man, den Bau nur zweistöckig auszuführen. Am 28. Februar 1699 wurde ein Vertrag mit dem Maurermeister Gert Affhüppe geschlossen. Die Holzarbeiten erledigte Zimmermeister Evert Engelhanß. Im Herbst 1702 konnte der Bau abgeschlossen werden.
Nach der Aufhebung des Klosters 1803 kaufte der Osnabrücker Tuchkaufmann Gustav Tenge die Abtei und 600 Morgen Land für 28.882 Taler. Der Kaufvertrag wurde am 25. März 1829 geschlossen. Tenges Witwe verkaufte 1852 den Besitz in Marienfeld an den Freiherrn von Korff auf Schloss Harkotten in Füchtorf.
Am 23. April 1935 wurde in der ehemaligen Abtei des Klosters Marienfeld ein Landjahrlager eingerichtet. Zunächst zogen hier 97 Jungen aus Hamburg und Berlin ein. 1936 fanden hier Mädchen, die ein Pflichtjahr zu absolvieren hatten, eine Unterkunft während sie tagsüber bei den Bauern arbeiteten. Das Lager wurde durch Fräulein von Caprivi, einer Nachfahrin von Leo von Caprivi, geleitet. Ab 1942 wurde die Abtei als Befehlsbunker für den Fliegerhorst genutzt.
Nach dem Ende des Zweiten Weltkriegs 1945 richtete man hier zunächst ein Flüchtlings-Auffanglager ein. 1947 wurde es ein Erholungsheim für unterernährte Kinder. Am 25. Februar 1948 konnte die Betreiberin, die Caritas, das Heim einweihen. 1965 wurde das Heim aufgelöst und die Abtei stand für achteinhalb Jahre leer. Dann kaufte ein Marienfelder Modefabrikant das Gebäude, der im Keller eine Brauerei einrichtete.
Am 29. November 1985 wurde das Gebäude unter der Nummer 18 in die Denkmalliste der Stadt Harsewinkel eingetragen. Später wurde der Keller einige Jahre für die Gastronomie genutzt. 2007 wurde das Gebäude an einen ortsansässigen und benachbarten Hotelier veräußert, der es aufwändig restaurierte und seit 2009 als Tagungszentrum mit Brauerei und Saalgaststätte betreibt.